# Клекач
Клекач (пол. Klekacz) — село в Польщі, у гміні Томашів Томашівського повіту Люблінського воєводства.
Населення — 57 осіб (2011).

## Історія
Первісним населенням Клекачів були русини, які компактно проживали на своїх історичних землях. 
У 1975—1998 роках село належало до Замойського воєводства.

## Демографія
Демографічна структура станом на 31 березня 2011 року:
|          | Загалом | Допрацездатний вік | Працездатний вік | Постпрацездатний вік |
| -------- | ------- | ------------------ | ---------------- | -------------------- |
| Чоловіки | 25      | 3                  | 17               | 5                    |
| Жінки    | 32      | 6                  | 13               | 13                   |
| Разом    | 57      | 9                  | 30               | 18                   |